# Svjatonoški zaljev
Svjatonoški zaljev (rus. Святоносский залив) je zaljev uz sjeveroistočnu obalu poluotoka Kola u Murmanskoj oblasti u Rusiji.
Zaljev je sa sjeveroistoka od akvatorija Barentsovog mora odvojen rtom Rt Svjatoj Nos. Maksimalna dužina zaljeva je do 12 kilometara, širina do 10 km, a dubina do 62 metra. Obale su dosta strme i stjenovite.
Na južnoj obali zaljeva nalazi se grad Ostrovnoj. U zaljev se ulivaju dvije manje rijeke, Buhtovka i Kačalovka. Jokanški otoci odvajaju zaljev od estuarija rijeke Jokange.